# André Vigneau
Pour les articles homonymes, voir Vigneau.
André Vigneau, né le 4 juin 1892 à Bordeaux et mort le 5 juillet 1968 dans le 6e arrondissement de Paris, était un photographe, cinéaste, décorateur, peintre et sculpteur français.

## Biographie
Élève surdoué, Jean André Vigneau entre avec succès à l'École des beaux-arts de Bordeaux en 1905, à l'âge de 13 ans et demi et obtient trois premiers prix de peinture. Il commence à travailler à Paris, se spécialisant comme portraitiste. Malgré son succès aux concours, il n'intègre pas les Beaux-Arts de Paris.
Il travaille comme peintre décorateur à partir de 1911.
Initialement réformé pour faiblesse de constitution avant la Première Guerre mondiale, il est finalement incorporé comme simple soldat en janvier 1915. Versé dans le service auxiliaire, il sert dans une section d'infirmiers militaires. Transféré dans le train des équipages en septembre 1916, il est réformé en mars 1917. Durant ses deux années sous les drapeaux, il sert exclusivement à l'intérieur.
Rendu à la vie civile, il s'installe à Lausanne, rejoignant son ami bordelais Louis-Victor Emmanuel Sougez.
Pour continuer de peindre, il joue du violoncelle dans les orchestres qui accompagnaient les projections de cinéma muet. Marqué par Le Kid de Charlie Chaplin, il se passionne pour le cinéma qu'il apprend en autodidacte à partir de 1921.
Vigneau est un des premiers photographes à réaliser des couvertures photographiques de livres, notamment pour des romans de Georges Simenon.
En 1927 et 1929, il met en place deux expositions de haute couture française à Madrid puis à Barcelone.
En 1930, il est directeur artistique de l'imprimerie Lecram-Press, et monte l'un des premiers studios photographiques bien équipés de Paris. Ses photos illustrent les premières publicités. Il forme à cette époque Robert Doisneau et François Kollar. 
Il expose à la galerie Au Portique, 99 boulevard Raspail, du 17 au 31 mai 1930. Le rare catalogue -qui comporte deux reproductions de photos -  est préfacé par Louis Cheronnet. 
La même année, il réalise l'affiche du film L'Âge d'or de Luis Buñuel,.
En 1931-1932, il crée, aux éditions Tel, la collection L'Encyclopédie photographique de l'art, dont 5 volumes paraîtront.
En 1934, il tourne un film sur La cathédrale de Chartres, qui est présenté à la Mostra de Venise en 1939.
En 1937, il réalise en tant qu'architecte décorateur, une présentation de la Coopération intellectuelle, des objets publicitaires et la décoration de stands dans le cadre de l'exposition universelle de 1937. Il travaille avec Jean Lurçat et Georges-Henri Rivière. Encouragé par la critique, il réalise alors des dessins animés publicitaires en couleur.
Il est nommé chevalier de la Légion d'Honneur en 1938 sur proposition du Ministre du Commerce.
En 1940, André Vigneau est bloqué au Caire, où il avait été nommé par la Présidence du Conseil française comme conseiller du gouvernement égyptien pour la création d'une industrie cinématographique. Pendant sept années, il monte des actualités mondiales cinématographiques, anime un groupe intellectuel (Les Amitiés Françaises), publie un livre, met en scène des pièces de théâtre contemporain et continue à faire des photographies. Il réalise également en 1943 un film intitulé La terre du Nil, dans lequel jouent Clément Harari et Zaki Touleimat.
Quand il quitte l'Égypte en 1948, ce pays produit 180 films par an.
De retour en France, il travaille pour EDF puis pour la télévision, notamment comme Directeur de la Recherche à la RTF.
À partir de mai 1954, pendant plusieurs années, il donne des cours très suivis et très appréciés au Centre d'Études de la Radiodiffusion-télévision française.
En 1963, il invente un néologisme, l'halogramme, pour signifier qu'un objet reste dans son halo de lumière.
André Vigneau était l'oncle de Rose Nadau.

## Collections
- Bibliothèque nationale de France
- Musée Réattu
- Collection Christian Bouqueret
- BHVP

## Expositions
premières
- 1964, Halogrammes, galerie Bellechasse, Paris
- 1965, rétrospective au Musée Réattu

récentes
- 2009, Galerie nationale du Jeu de Paume, Hôtel de Sully (collective)

## Publications
- La cathédrale de Chartres, éditions Tel, 1934
- Le château de Versailles, éditions Tel, 1935
- La cathédrale de Bourges, éditions Tel, 1938
- L'Encyclopédie photographique de l'art, éditions Tel, 5 tomes de 1936 à 1949
- Le Musée du Louvre, sous la direction de Marcel Aubert, éditions Tel, 1948
- Le Musée du Caire, éditions Tel
- Le Cinéma, éditions française, Le Caire, 1942
- Une brève histoire de l'Art de Niepce (sic) à nos jours, éditions Robert Laffont, 1963